# 郭定嬪
郭定嬪，明光宗泰昌帝尚為太子時的淑女，後被尊封為定嬪。

## 生平
她原是太子位下的一名淑女。泰昌帝即位不過一个月就薨逝，尚未册封姬妾们。
明熹宗即位後，不僅沒有把郭淑女尊封為妃嬪，還把她幽禁在乾西五所。
崇祯帝時，才尊封郭氏為定嬪。
顺治元年 (1644年) 七月五日，司礼监掌印太监曹化淳報稱光庙定嬪「寇乱出投外家，见在南城地方，杂于民间」；七月初八日，郭文祥恭送她的姑姑定嫔郭氏，以及侍女二名李庆寿、田庆春到任貴妃所居的府第內；七月二十九日，順治帝下旨：「令故明妃嫔各带內使、侍女一二人，于空闲府第居住，户部量给养赡，并设守护。」
顺治二年 (1645年) 五月九日，赐给故明妃嫔郭氏“衣各二袭”；五月十二日，順治帝谕礼部：“故明妃嫔所需夏季床扇及患病食用不敷者，查实以闻。”；五月十三日，又赐给故明妃嫔郭氏银二十两。